# Brimeura amethystina
El jacinto pirenaico  (Brimeura amethystina) es una especie de plantas de la familia  de las asparagáceas.

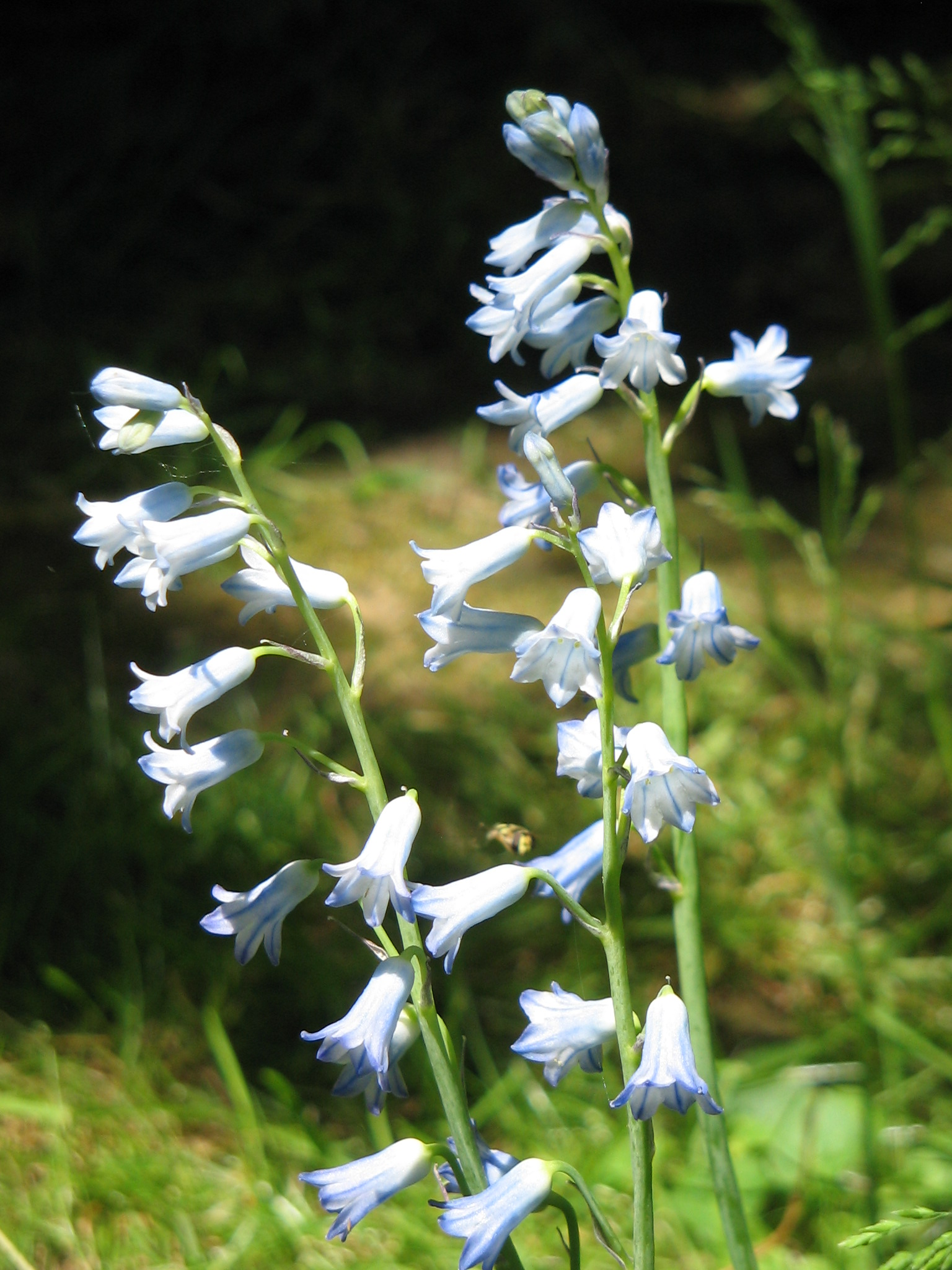
Inflorescencias

## Caracteres
Planta perenne, con raíz bulbosa. Hojas lineales, carnosas, todas basales. Flores tubulares acampanadas de 7-10 mm, azules, en inflorescencia unilateral floja. Florece en primavera. Crece entre 400 y 2200 m s. n. m.

## Hábitat
Pastos pedregosos, entre erizones en zonas incendiadas, pedregales y gleras. Habitual en el quejigal.

## Distribución
Brimeura amethystina tiene un área de distribución disyunta. Considerada como un endemismo pirenaico, se encontró
más tarde en los Ports de Tortosa y en el Montsan, sierras que forman el extremo meridional de la 
Cordillera Prelitoral Catalana (Cadevall, 1913-1937; Molero, 1975) y también en el Monte Kapela y Jelenica, en el norte de la antigua Yugoslavia (Garbari,1970). Recientemente ha sido encontrada en una estación de Mallorca (islas Baleares). Está última población se ha descrito como var. duvigneaudii Llorens (Llorens, 1984).

## Taxonomía
Brimeura amethystina fue descrito por (L.) Chouard  y publicado en Doklady Akademii Nauk UzSSR 191(23): 1147. 1930.
Citología
Número de cromosomas de Brimeura amethystina y táxones infraespecíficos
Brimeura amethystina (L.) Chouard

Sinonimia
- Hyacinthus pyrenaeus Jord. & Fourr. [1868, Brev. Pl. Nov., 2 : 125]
- Hyacinthus pallidiflorus Jord. & Fourr. [1868, Brev. Pl. Nov., 2 : 126]
- Hyacinthus montanus Jord. & Fourr. [1868, Brev. Pl. Nov., 2 : 125]
- Hyacinthus hispanicus Lam. [1789, Encycl. Méth. Bot., 3 : 191]
- Hyacinthus curvifolius Jord. & Fourr. [1868, Brev. Pl. Nov., 2 : 126]
- Hyacinthus angustifolius Medik. [1791, Ann. Bot. (Usteri), 2 : 18]
- Endymion nutans subsp. patulus Douin in Bonnier
- Scilla amethystina (L.) Salisb. [1796, Prodr. : 243]
- Sarcomphalium amethystinum (L.) Dulac [1867, Fl. Hautes-Pyr. : 113]
- Hyacinthus patulus Desf. [1804, Tabl. Écol. Bot. Paris, éd. 1 : 26] [nom. illeg.]
- Hyacinthus amethystinus L.[6]

## Nombres comunes
- Castellano: jacinto, jacinto blanco, jacinto injerto, jacinto largo.[5]